# Mircea Luca
Mircea Luca (n. 3 august 1921, Zalău – d. 28 iulie 2008) a fost un fotbalist și medic român, remarcat în România pentru activitatea sa la echipa U Cluj.
A fost cel mai longeviv jucător al echipei U Cluj, fiind un jucător de bază al echipei în anii ce au urmat celui de-al Doilea Război Mondial, fiind și un renumit medic orelist. De asemenea, acesta a obținut și titlul de Cetățean de onoare al orașului Cluj-Napoca.